# Niveaugleicher Einstieg
Als niveaugleicher Einstieg wird der barrierefreie Zugang in Fahrzeuge des öffentlichen Verkehrs bezeichnet. Je nach Staat gibt es unterschiedliche Vorgaben für die zulässige maximale Niveaudifferenz (vertikal) und Spaltbreite (horizontal).

## Eisenbahnverkehr

### Europäische Union
Für Eisenbahnen wird der Begriff des niveaugleichen Einstiegs in der Verordnung (EU) Nr. 1300/2014 der Europäischen Kommission vom 18. November 2014 (TSI-PRM) im Anhang unter Ziffer 2.3 definiert:

„Ein „niveaugleicher Einstieg“ ist ein Zugang zwischen dem Bahnsteig und der Türöffnung eines Fahrzeugs, 
für den Folgendes nachgewiesen werden kann: 

— Der Spalt zwischen der Kante der Türschwelle (oder des ausgefahrenen Schiebetritts) dieser Türöffnung 
und dem Bahnsteig beträgt horizontal nicht mehr als 75 mm und vertikal nicht mehr als 50 mm und 

— zwischen Türschwelle und Fahrzeugvorraum ist keine Stufe vorhanden.“

### Schweiz
Die Schweiz hat die TSI-PRM als technische Ausführungsbestimmungen übernommen (Anhang 7 EBV).

## Busverkehr

### Schweiz
Zwischen 2006 und 2016 galten in der Schweiz für den Busverkehr folgende Maße für Niveaudifferenz und Spaltbreite:

„Der Ein- und Ausstieg ist zu gewährleisten: 

a. für Personen im Rollstuhl oder mit Rollator, indem zwischen dem Perron 
und dem Einstiegsbereich des Fahrgastraums: 

1. eine Niveaudifferenz und eine Spaltbreite von maximal je 50 mm erreichbar sind, oder 

2. eine Niveaudifferenz von maximal 30 mm und eine Spaltbreite von maximal 70 mm erreichbar sind; 

b. für Personen im Rollstuhl durch eine fahrzeuggebundene oder mobile Rampe, einen Hublift oder eine andere technische Lösung.“

Per 1. Juli 2016 hat die Schweiz die Maße für Niveaudifferenz und Spaltbreite aus der TSI-PRM auch für den Busverkehr übernommen (Artikel 13 Buchstabe a VAböV).